# 风火山隧道
风火山隧道是青藏铁路的铁路隧道，位于青藏高原可可西里无人区边缘，穿越风火山。隧道全长1338米，轨道面海拔4905米，是目前世界上海拔最高的隧道，也是世界上海拔最高的高原冻土隧道。該隧道屬於青藏铁路工程第七标段，由中国铁道建筑总公司屬下的中铁二十局承建，於2006年7月正式通车。

## 工程特點

### 气候环境
风火山隧道位於海拔近5千米的高原冻土，施工面對不少难题。首先是气候环境极为恶劣，年均气温零下7℃、最低气温可达零下41℃。空气含氧量只有海平面的一半，氧气气压只有10.87千帕，比人类生存极限11千帕還要低。為解決氧气不足，隧道內實施弥漫式供氧，并於隧道兩端各建設一個大型制氧站，以输氧管道把氧气直接送入隧道，令空气含氧量增加至近似格爾木地區的水平。隧道内則装設流動氧吧车，工程人員休息时可以坐在车内吸氧，解除疲劳。

### 地质结构
风火山一帶地质结构复杂，主要為含土冰层、富冰冻土、饱冰冻土，還有裂隙冰、融冻泥岩。冻土中的含土量不足20%，其餘均為冰体（一般冻土含土量由50%至90%不等）。隧道經過的冻土厚达150米、相當於一座橫亘的冰山。冰体對工程所造成的溫度變化比較敏感，遇熱即溶，凍結時膨脹，嚴重者可导致大面積塌方，對工程造成危害。為避免塌方，工程人員采用「被筒爆破法」，每次爆破后都迅速向掌子面（鑽挖面）输送冷风，防止富冰冻土遇到爆破热力而融化。同時對混凝土進行支护，确保周围岩石稳定，也快速提高混凝土强度。

### 浅埋地段
隧道工程掘进222米后，有一段长296米的浅埋地段。工程人員采用「浅埋暗挖法」，在相當接近地表的地底进行地下鑽挖施工。當時隧道拱顶2.5米范围内全是富冰和饱冰冻土，周围的岩石温度約為2至5℃，裂隙冰开始融化，并形成融化圈。為避免融化圈范围扩大，造成大面積塌方，工程人員在挖掘的時候對隧道壁进行温度探测及围岩监测，掌握隧道内各位置不同时间的温度变化，并控制温度至熔点以下。经过三天的试验性温度监控，工程人員制定了名為「弱爆破、短进尺、严控温、强支护、预留核心土」的施工方案，并在近六十天的试验性施工取得良好效果。

### 混凝土养护
已浇筑的混凝土需采取适当的养护，控制混凝土的入模温度及湿度，以获得預定的力学性能。可是高原环境的低温並不适合混凝土养护。工程人員初時在隧道内用炉加熱，不但未能有效提升温度，反而造成隧道内空气污染，影响人員健康。后来改用暖风机，效果仍然未如理想。為此，中铁二十局與石家庄铁道学院开发了大型隧道专用空调通风机，直接把冷气輸送到掌子面，控制掌子面温度在正负5℃之间。同時在隧道口設立「拌合站」，裝設两台高压蒸气锅炉，两座保温棚，24小时集中供热，确保拌合站温度保持在10℃以上，使混凝土入模温度不低于5℃。另一方面利用暖气管道输送热量，以「蒸汽养生法」控制混凝土养生温度。

## 历史
- 2001年10月18日：风火山隧道於上午11时30分开始建设。[1]
- 2002年10月19日：风火山隧道贯通。[4]
- 2003年7月：风火山隧道竣工。[2]
- 2006年7月：隨著青藏铁路的開通營運，风火山隧道正式通车。

## 獲得獎項
- 2002年度中国大陸公众关注的十大科技事件之一。[2]
- 2005年度国家科技进步二等奖。[2]

## 多媒體
| 视频圖示                     | Fenghuoshan tunnel 於青藏铁路列車內欣賞风火山隧道風景 (5.41 MB, ogg/Theora format). · \| 無法正常觀看？请参见媒体帮助 \| |
| 無法正常觀看？请参见媒体帮助 | |